# Koha (software)
Koha é um Sistema de Bibliotecas Integradas (Integrated library System - ILS, em inglês) de código aberto, utilizado em todo o mundo por bibliotecas públicas, escolares e especializadas. O nome vem de um termo Māori que significa "um presente" ou "doação".

## Recursos
Koha é um ILS baseado em web, que utiliza um banco de dados SQL (MySQL, de preferência), com dados catalogados e armazenados em MARC e Dublin Core, acessível através de Z39.50 ou SRU. A interface de usuário é personalizável, tendo sido traduzida para muitas línguas. Koha tem a maioria das funcionalidades esperadas em um ILS, incluindo:
- Várias implementações Web 2.0 como marcação, comentário, compartilhamento e feeds RSS
- Catálogo coletivo unificado
- Busca personalizável
- Circulação online
- Impressão de código de barras

## História
Koha foi criado em 1999 pelo Katipo Comunicações para o Horowhenua Biblioteca de Confiança na Nova Zelândia, e a primeira versão foi ao ar em janeiro de 2000.
A partir de 2000, as empresas começaram a fornecer suporte comercial para Koha, contabilizando hoje mais de 20 empresas.
Em 2001, Paul Poulain (de Marselha, França) começou a adicionar novas funcionalidades para o Koha, significativamente o suporte para vários idiomas. Até 2010, Koha foi traduzido do original em inglês para o francês, chinês, árabe e vários outros idiomas. O suporte para a catalogação e pesquisa com padrões MARC e Z39.50 foi adicionado em 2002 e, mais tarde, patrocinado pela Atenas Condado de Bibliotecas Públicas. Na França, Paul Poulain co-fundou BibLivre em 2007.
Em 2005, uma empresa de Ohio, Metavore, Inc., em negociação com LibLime, foi criado para dar suporte ao Koha e adicionar novos recursos, incluindo suporte a código de barras, sendo patrocinado pelo Condado de Crawford Federados Sistema de Biblioteca. O suporte a código de barras aumentou a velocidade das pesquisas, bem como melhorou a escalabilidade para suportar dezenas de milhões de registros bibliográficos.[carece de fontes?]
Em 2007 um grupo de bibliotecas em Vermont começou a testar a utilização do Koha em bibliotecas. Em primeiro lugar uma implementação separada foi criada para cada biblioteca. Em seguida, a Organização do Koha Automatizado das Bibliotecas de Vermont (VOKAL) foi organizada para criar um banco de dados a ser utilizada pelas bibliotecas. Este banco de dados foi lançado em 2011. Cinquenta e sete bibliotecas adotaram o Koha e mudaram para o ambiente de produção compartilhado, hospedado e sustentado por ByWater Soluções. Outra associação de bibliotecas em Vermont, o Catamount Library Network também adotou  o Koha (também hospedado por ByWater Soluções). Antes de serem automatizadas, as bibliotecas de Vermont utilizavam softwares a partir de Follett, ou de outros fornecedores de software comercial.
Em 2011, o Ministério da Cultura da Espanha manteve KOBLI, uma versão personalizada do Koha baseada em um relatório anterior.
Em 2014, o Ministério da Cultura (Turquia) começou a usar o Koha -- Versão Devinim em 1 136 bibliotecas públicas com mais de 15 000 000 itens e aproximadamente 1 800 000 de usuários ativos. Esta é a maior instalação Koha do momento.
Cada vez mais, bibliotecas especializadas, tais como bibliotecas de música, adotam Koha por sua natureza de código aberto que oferece caminhos mais fáceis para a personalização em casos específicos.

## Conferências internacionais
- KohaCon De 2006, Pode 2-3, Paris, França
- KohaCon 2009, 15 A 17 De Abril, Plano, Texas
- KohaCon 2010, De 25 De Outubro - Novembro. 2, Wellington, Nova Zelândia
- KohaCon De 2011, 31 De Outubro - Novembro. 6, Thane, Índia
- KohaCon 2012, junho 5-11, Edimburgo, Escócia, reino UNIDO
- KohaCon De 2013, Outubro, 16 A 22, De Reno, Nevada,
- KohaCon De 2014, Em Outubro De 6-11, Córdoba, Argentina
- KohaCon 2015, De Outubro De 19-25, Ibadan, Nigéria
- KohaCon 2016, 30 De Maio A 4 De Junho, Salónica, Grécia
- KohaCon 2017, 19 De Junho - 23, Manila, Filipinas
- KohaCon 2018, de 10 de setembro - 16, de Portland, Oregon, EUA

## Disputa com LibLime / PTFS
Em 2009, uma disputa surgiu entre o LibLime e outros membros da comunidade Koha. A disputa centrada na aparente relutância de LibLime para ser incluído com o conteúdo de sites e a não-contribuição de patches de software para a comunidade. Um número de participantes declarou acreditarem que o LibLime havia bifurcado o software e a comunidade. Uma presença separada na web, repositório de código fonte e comunidade foi estabelecida. A bifurcação continuou depois de Março de 2010, quando LibLime foi comprado por PTFS.
Em novembro de 2011, LibLime anunciou que eles haviam concedido uma marca provisória sobre o uso do nome koha na Nova Zelândia pelo Gabinete de Propriedade Intelectual da Nova Zelândia. A marca de concessão provisória foi estabelecida com êxito por parte da comunidade Koha bem como por Catalyst, com uma decisão proferida em dezembro de 2013, e com LibLime para pagar os custos.

## Estado atual
Koha atualmente é um projeto muito ativo. Segundo o ohloh, ele tem uma grande e ativa equipe de desenvolvimento e um código fonte maduro e bem estabelecida. A análise do tamanho do código fonte pode ser enganosa porque Koha armazena as traduções da interface de usuário junto com o real código fonte e ohloh não consegue distingui-los sempre.

## Prémios
- 2000 vencedor do Não para o Lucro seção de 2000 Interativo Nova Zelândia Prêmios
- 2000 vencedor do LIANZA / 3M Prêmio de Inovação em Bibliotecas
- 2003 vencedor da organização pública seção do Les Trophées du Libre
- 2004 vencedor do Uso de TI em um Não-Lucrativos Computerworld Prêmios de Excelência
- 2014 Finalista De Software De Código Aberto Do Projeto Nova Zelândia Open Source Awards